# Dumatumbun Airport
Dumatumbun Airport är en flygplats i Indonesien.   Den ligger i provinsen Moluckerna, i den östra delen av landet, 2 900 km öster om huvudstaden Jakarta. Dumatumbun Airport ligger 15 meter över havet. Den ligger på ön Pulau Kai Kecil.
Terrängen runt Dumatumbun Airport är platt. Havet är nära Dumatumbun Airport österut. Runt Dumatumbun Airport är det ganska glesbefolkat, med 42 invånare per kvadratkilometer. Närmaste större samhälle är Tual, 7,9 km nordost om Dumatumbun Airport. I omgivningarna runt Dumatumbun Airport växer i huvudsak städsegrön lövskog.